# Michael Wegricht
Michael Wegricht (* 18. Oktober 1994 in Blankenburg) ist ein deutscher Triathlet und amtierender deutscher Meister auf der Triathlon-Langdistanz (2024).

## Werdegang
Im September 2022 gewann Michael Wegricht mit dem Ironman Italy sein erstes Ironman-Rennen (3,8 Kilometer Schwimmen, 180 Kilometer Radfahren und 42,195 Kilometer Laufen).

### Deutscher Meister Triathlon-Langdistanz 2024
Im August 2024 wurde der 29-Jährige in Lohsa Deutscher Meister auf der Triathlon-Langdistanz im Rahmen des KnappenMan und er stellte hier einen neuen Streckenrekord ein.
Der 30-jährige gebürtige Harzer, der seit vielen Jahren in Leipzig lebt und dort auch trainiert, qualifizierte sich für einen Startplatz beim Ironman Hawaii 2024 und er belegte Platz acht in seiner Altersklasse.

## Sportliche Erfolge
| Datum/Jahr | Rang | Wettbewerb | Austragungsort | Zeit | Bemerkung |
| ---------- | ---- | ---------- | -------------- | ---- | --------- |

| Datum/Jahr    | Rang | Wettbewerb                               | Austragungsort | Zeit     | Bemerkung                                  |
| ------------- | ---- | ---------------------------------------- | -------------- | -------- | ------------------------------------------ |
| 26. Okt. 2024 |      | Ironman Hawaii                           | Hawaii         | 08:48:08 | Rang 8 in der Agegroup M30–34              |
| 25. Aug. 2024 | 1    | DTU Deutsche Meisterschaften Langdistanz | Lohsa          | 08:12:39 | Deutscher Meister im Rahmen des KnappenMan |
| 18. Sep. 2022 | 1    | Ironman Italy                            | Cervia         | 08:11:41 |                                            |

(DNF – Did Not Finish)